# Kształtownik
Kształtownik, profil – element konstrukcyjny o dużej długości względem wymiarów stałego przekroju poprzecznego (rozumiany także jako pręt), wykonany najczęściej ze stali walcowanej lub giętej na zimno, stopów aluminium lub wytłoczony z tworzywa sztucznego (np. PVC).

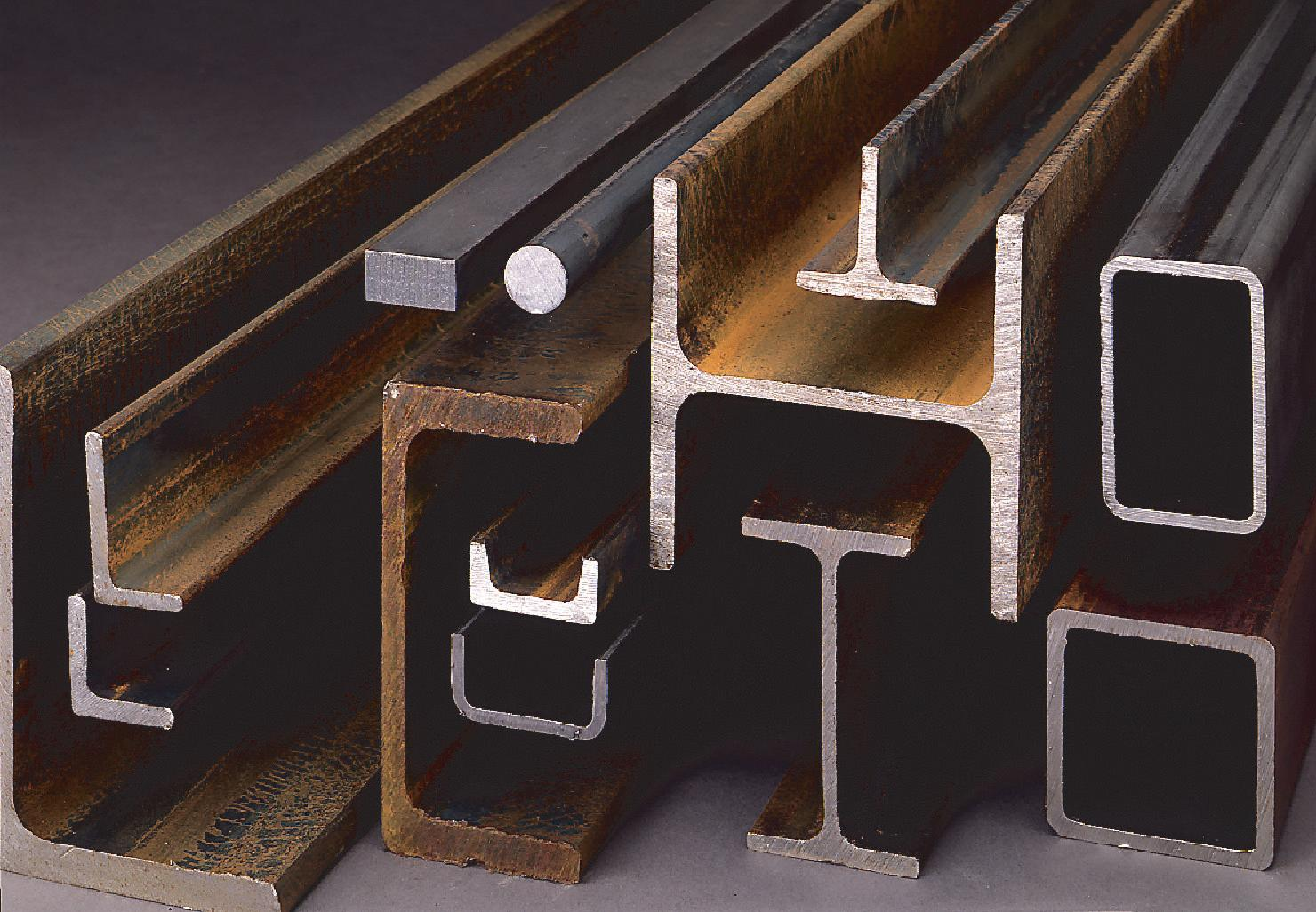
Kształtowniki

Najczęściej stosowane kształtowniki stalowe przypominają w przekroju poprzecznym jedną z liter alfabetu, dlatego wyróżnia się następujące ich podstawowe typy:
- ceownik
- teownik
- dwuteownik
- zetownik
- kątownik.
- profil zamknięty

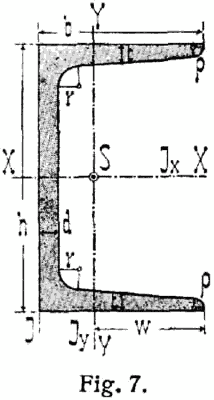
C – ceownik
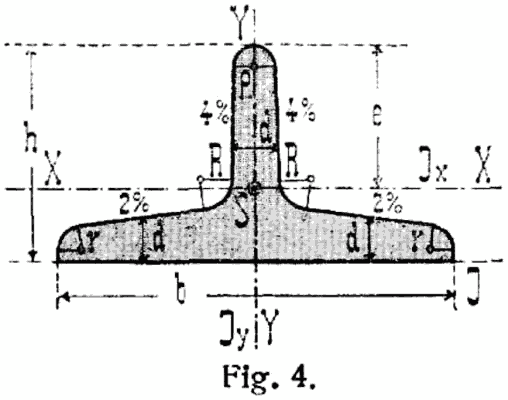
T – teownik
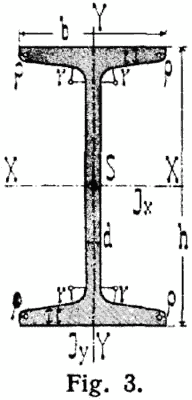
I – dwuteownik
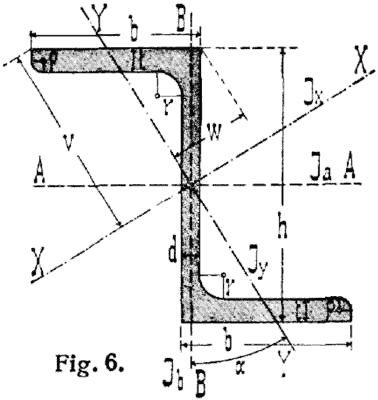
Z – zetownik
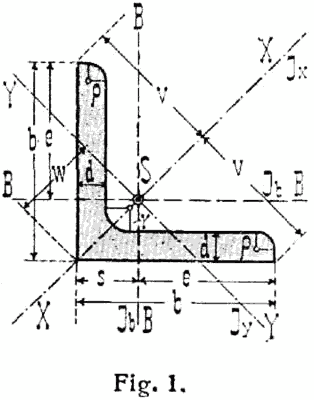
L – kątownik